# Faculté de médecine et de pharmacie de Rabat
La Faculté de Médecine et de Pharmacie de Rabat (FMP-Rabat) est un établissement d'enseignement supérieur public marocain de médecine et de pharmacie créé en 1962 ; il est affilié à l'Université Mohammed V de Rabat.

## Histoire
La FMP-Rabat a été instituée par le dahir 1.58.390 et créée par le dahir 1.62.227. La faculté a été inaugurée officiellement par le roi Hassan II, le 16 octobre 1962, et ouverte en novembre de l'année universitaire 1962-1963. Le 16 octobre 1986, la section « Pharmacie » voit le jour.  Le résidanat est mis en place en mars 1996.

## Liste des doyens de la faculté
| Titre | Doyen                 | Période           |
| ----- | --------------------- | ----------------- |
| Dr    | Abdelmalek Faraj      | 1962 - 1969       |
| Pr    | Abdellatif Berbich    | 1969 - 1974       |
| Pr    | Bachir Lazrak         | 1974 - 1981       |
| Pr    | Taieb Chkili          | 1981 - 1989       |
| Pr    | Mohamed Tahar Alaoui  | 1989 - 1997       |
| Pr    | Abdelmajid Belmahi    | 1997 - 2003       |
| Pr    | Najia Hajjaj-Hassouni | 2003 - 2013       |
| Pr    | Mohamed Adnaoui       | 2013 - 2022       |
| Pr    | Brahim Lekehal        | 2022-Actuellement |

## Professeurs
Anas Doukkali: professeur et homme politique marocain. Il est ministre de santé du 22 janvier 2018 au 9 octobre 2019 dans le gouvernement de Saâdeddine El Othmani.